# Gran Premi de Mònaco del 1999
Resultats del Gran Premi de Mònaco de Fórmula 1 de la temporada 1999, disputat al circuit urbà de Montecarlo el 16 de maig del 1999.

## Resultats de la cursa
| Pos | No | Pilot                 | Equip                  | Voltes | Temps/ Retir. | Pos. de sort. | Punts |
| --- | -- | --------------------- | ---------------------- | ------ | ------------- | ------------- | ----- |
| 1   | 3  | Michael Schumacher    | Ferrari                | 78     | 1h 49' 32. 1  | 2             | 10    |
| 2   | 4  | Eddie Irvine          | Ferrari                | 78     | + 30.476 s    | 4             | 6     |
| 3   | 1  | Mika Häkkinen         | McLaren - Mercedes     | 78     | + 37.483 s    | 1             | 4     |
| 4   | 8  | Heinz-Harald Frentzen | Jordan - Mugen - Honda | 78     | + 54.009 s    | 6             | 3     |
| 5   | 9  | Giancarlo Fisichella  | Benetton - Playlife    | 77     | + 1 Volta     | 9             | 2     |
| 6   | 10 | Alexander Wurz        | Benetton - Playlife    | 77     | + 1 Volta     | 10            | 1     |
| 7   | 19 | Jarno Trulli          | Prost - Peugeot        | 77     | + 1 Volta     | 7             |       |
| 8   | 5  | Alessandro Zanardi    | Williams - Supertec    | 76     | + 2 Voltes    | 11            |       |
| 9   | 16 | Rubens Barrichello    | Stewart - Ford         | 71     | Virolla       | 5             |       |
| Ret | 6  | Ralf Schumacher       | Williams - Supertec    | 54     | Virolla       | 16            |       |
| Ret | 11 | Jean Alesi            | Sauber - Petronas      | 50     | Suspensions   | 14            |       |
| Ret | 12 | Pedro Diniz           | Sauber - Petronas      | 49     | Suspensions   | 15            |       |
| Ret | 18 | Olivier Panis         | Prost - Peugeot        | 40     | Motor         | 18            |       |
| Ret | 2  | David Coulthard       | McLaren - Mercedes     | 36     | Caixa canvi   | 3             |       |
| Ret | 23 | Mika Salo             | BAR - Supertec         | 36     | Frens         | 12            |       |
| Ret | 15 | Toranosuke Takagi     | Arrows                 | 36     | Motor         | 19            |       |
| Ret | 22 | Jacques Villeneuve    | BAR - Supertec         | 32     | Pèrdua d'oli  | 8             |       |
| Ret | 17 | Johnny Herbert        | Stewart - Ford         | 32     | Suspensions   | 13            |       |
| Ret | 14 | Pedro de la Rosa      | Arrows                 | 30     | Caixa canvi   | 21            |       |
| Ret | 21 | Marc Gené             | Minardi - Ford         | 24     | Virolla       | 22            |       |
| Ret | 20 | Luca Badoer           | Minardi - Ford         | 10     | Caixa canvi   | 20            |       |
| Ret | 7  | Damon Hill            | Jordan - Mugen - Honda | 3      | Col·lisió     | 17            |       |

## Altres
- Pole: Mika Häkkinen 1' 20. 547
- Volta ràpida: Mika Häkkinen 1' 22. 259 (a la volta 67)